# Beach (Automarke)
Beach war eine brasilianische Automarke.

## Markengeschichte
Ein Unternehmen aus Rio de Janeiro begann 1980 mit der Produktion von Automobilen. Der Markenname lautete Beach. Für 1981 ist noch eine Anzeige für ein Modell überliefert. Wenig später endete die Produktion.
Angra Indústria e Comércio de Carrocerias aus dem gleichen Ort setzte die Produktion eines Modells unter eigenem Markennamen fort.

## Fahrzeuge
Das erste Modell war eine Mischung aus Sportwagen und VW-Buggy. Die Karosserie mit Targadach hatte keine Türen. Auffallend war die vordere Panoramascheibe.
Der Beach II war ein konventioneller Buggy.